# Casey Reibelt
Casey Lisa Reibelt (Australia - 15 de enero de 1988) es una árbitra de fútbol australiana internacional desde 2014.
Fue nombrada como Árbitro del Año de la Westfield W-League en 2014 y ha arbitrado en una gran cantidad de torneos internacionales.

## Carrera

### Participaciones
Ha participado en los siguientes torneos:
- A-League
- Copa de Algarve 2014
- Copa Asiática femenina de la AFC de 2014
- Copa Mundial Femenina de Fútbol Sub-20 de 2016
- Copa Asiática femenina de la AFC de 2018
- Copa Mundial Femenina de Fútbol de 2019
- Copa Asiática Femenina de la AFC de 2022
- Copa Mundial Femenina de Fútbol de 2023